# 马金镇
马金镇是中华人民共和国浙江省衢州市开化县下辖的一个镇。
2014年4月29日，浙江省人民政府批复同意撤销马金镇、塘坞乡建制，合并设立新的马金镇，调整后，新的马金镇辖36个行政村，镇政府驻下街村。

## 行政区划
马金镇下辖以下村级行政区划单位：
瑶坑村、上街村、星田村、杨和村、排田村、霞田村、石柱村、石川村、麻坞村、高岭村、岩潭村、举林村、金溪村、花园村、高坪村、高合村、徐塘村、秧畈村、杏枫村、姚家源村、下街村、建群村、荆塘村、界田村、霞山村、龙村、富川村、大堑村、洪田村、塘口村、正大村、洪村、西庄村、团结村、和平村和山底村。

## 中国传统村落
2013年8月，霞山村获批第二批中国传统村落。